# NGC 4936
NGC 4936 är en elliptisk galax i stjärnbilden Kentauren. Den upptäcktes den 6 maj 1834 av John Herschel. 